# Drusus rectus
Drusus rectus là một loài Trichoptera trong họ Limnephilidae. Chúng phân bố ở miền Cổ bắc.